# Youth on Parade
Pour plus de détails, voir Fiche technique et Distribution.
Youth on Parade est un film américain réalisé par Albert S. Rogell, sorti en 1942.

## Fiche technique
- Titre : Youth on Parade
- Réalisation : Albert S. Rogell
- Scénario : George Carleton Brown et Frank Gill Jr.
- Photographie : Ernest Miller
- Pays d'origine :  États-Unis
- Format : Noir et blanc - 1,37:1 - Mono
- Genre : Comédie, Film musical
- Date de sortie : 1942

## Distribution
- John Hubbard : Gerald Payne
- Martha O'Driscoll : Sally Carlyle
- Richard Beavers : Bruce Langley
- Tom Brown : Bingo Brown
- Charles Smith : Willie Webster
- Nana Bryant : Agatha Frost
- Ivan F. Simpson : Dean Wharton